# Olympiacos (balonmano)
El Olympiacos Handball Club es un club de balonmano griego de la ciudad de El Pireo. 

## Historia
El departamento fue fundado en 1931, pero dejó de funcionar después de la Segunda Guerra Mundial. En 1990, se intentó reabrir el departamento, pero no prosperó, principalmente por la falta de un pabellón. En 2017, el departamento se restableció mediante la fusión con el equipo IEK Xyni, que participaba en la Primera División. En 2018 ganó su primer título de liga, mostrando un crecimiento importante a partir de entonces.

## Palmarés
- Copa Europea de la EHF

Finalista: 2024
- Liga de Grecia de balonmano (5): 2018, 2019, 2022, 2024, 2025
- Copa de Grecia de balonmano (3): 2018, 2019, 2023
- Supercopa de Grecia de balonmano (3): 2022, 2023, 2024

## Plantilla 2024-25
|  | Porteros - 01 Konstantinos Kotanidis - 12 Panagiotis Papantonopoulos - 88 Filippos Nikolintais Extremos izquierdos - 08 Georgios Papavasilis - 10 Grigorios Tzimpoulas Extremos derechos - 06 Dimitrios Tziras - 09 Ivan Vida Pívots - 22 Luka Vujovic - 27 Nikolaos Liapis - 66 Stefanos Michailidis | Laterales izquierdos - 19 Ivan Slišković - 32 Nikolaos Passias - 77 Savvas Savvas Centrales - 17 Petros Kandylas - 18 Josip Perić Laterales derechos - 11 Athanasios Papazoglou - 23 Predrag Vejin |